# Ilaria Hoppe
Ilaria Hoppe (* 1968 in Essen) ist eine deutsche Kunsthistorikerin.

## Leben
Nach dem Abitur 1988 studierte sie ab 1988 Romanistik (Hauptfach), Geschichte und Philosophie an der Universität Köln, ab 1989 Studium Kunstgeschichte (Hauptfach), italienische Literaturwissenschaft und Philosophie an der Universität Düsseldorf. 1992 wechselte sie an die TU Berlin. Von 1995 bis 1997 war sie Tutorin am Institut für Kunstwissenschaft, Technische Universität Berlin. 1997 legte sie die Magisterprüfung mit der Magisterarbeit: „Das Quartiere der Eleonora di Toledo im Palazzo Vecchio zu Florenz“ (eingereicht bei Wolfgang Wolters, Oktober 1996) ab. Von 1998 bis 1999 forschte Hoppe in Florenz und von 2000 bis 2001 in Wien. Von 2000 bis 2003 arbeitete sie in der Galerie K&S (Projektraum der Künstlerstiftung Schloss Solitude Stuttgart, ZKM Karlsruhe, Künstlerhaus Bethanien Berlin) in Berlin mit. Nach der Promotion 2004 an der Technischen Universität Berlin mit der Arbeit „Das Gemach einer Regentin. Zu Form, Funktion und Ausstattung der Räume Maria Magdalenas von Österreich in der Villa Poggio Imperiale bei Florenz (1625)“ (eingereicht bei Wolfgang Wolters und Robert Suckale, November 2003) war sie von 2005 bis 2015 wissenschaftliche Mitarbeiterin am Lehrstuhl Kunstgeschichte der Neuzeit, Schwerpunkt Moderne, am Institut für Kunst- und Bildgeschichte, Humboldt-Universität zu Berlin. Seit 1. September 2016 lehrt sie als Professorin für Kunst in gegenwärtigen Kontexten und Medien an der KU Linz.
Zum 1. September 2022 übernahm sie von Stephan Grotz das Amt als Studiendekanin an der Fakultät für Philosophie und für Kunstwissenschaft.

## Schriften (Auswahl)
- als Herausgeberin mit Bettina Uppenkamp und Elena Zanichelli:  Susanne von Falkenhausen. Praktiken des Sehens im Felde der Macht. Gesammelte Schriften. Hamburg 2011, ISBN 3-86572-676-3.
- Die Räume der Regentin. Die Villa Poggio Imperiale zu Florenz. Berlin 2012, ISBN 978-3-496-01442-3.
- als Herausgeberin mit Ulrich Blanché: Urban Art. Creating the Urban with Art. Proceedings of the International Conference at the Humboldt-Universität zu Berlin. 15th-16th July 2016. Lissabon 2018, ISBN 978-989-97712-8-4.